# Etiopská občanská válka
Etiopská občanská válka byl ozbrojený konflikt v Etiopii a dnešní Eritreji, kde mezi sebou bojovaly síly etiopské vojenské komunistické junty a etiopsko-eritrejští protivládní rebelové. Válka probíhala od září 1974 do června 1991. Ve válce zemřelo nejméně 1,4 milionu lidí, z toho zhruba milion v důsledku hladomoru.

## Průběh války
Konflikt začal tím, když tzv. Derg (Prozatímní vojenská správa socialistické Etiopie), v čele s Mengistu Haile Mariamem (oficiálně se postavil do čela Dergu 3. února 1977), svrhla pučem ze dne 12. září 1974 císaře Haile Selassieho a vyhlásila komunistický stát. Proti vojenské vládě okamžitě začala bojovat řada skupin, od levicových až po antikomunistické, často majících základnu v některé z etnických menšin. Krom toho se proti vládě postavili eritrejští separatisté, kteří již ovšem vedli svůj boj i předtím.
Derg odpověděl tzv. rudým terorem (Qey Shibir), který kulminoval v letech 1976–1977 a vyžádal si nejasný počet zavražděných (odhady se pohybují od 30 00 až po 750 000). Katastrofální hospodářská politika navíc vedla k hladomoru v letech 1983–1985, který posílil podporu povstalců. Sovětský svaz se komunistickým pučistům odměnil tím, že v letech 1977–1978 podpořil Etiopii ve válce se Somálskem o území Ogadenu, avšak s nástupem Michaila Gorbačova podporu režimu stáhl. Derg se pak v roce 1987 sám rozpustil a založil režim po vzoru ostatních komunistických zemí, s jednou vládnoucí stranou, již nazval Dělnická strana Etiopie. Stát nazval Etiopská lidově demokratická republika. Vylepšit svou pověst se pokusil i propuštěním některých členů Helassieho královské rodiny z vězení. V květnu 1991 byl režim poražen v Eritreji, kde byl vyhlášen samostatný stát (oficiálně existuje od roku 1993). Poté prezident Mengistu Haile Mariam uprchl ze země.
Etiopská občanská válka definitivně skončila 4. června 1991, kdy koalice levicových etnických povstaleckých skupin zvaná Etiopská lidová revoluční demokratická fronta vstoupila do hlavního města Etiopie, Addis Abeby, a svrhla vládu Dělnické strany. Roku 2006 bylo 72 členů Dergu shledáno vinnými ze zločinu genocidy, 25 však jen v nepřítomnosti. Za své zločiny během rudého teroru byl odsouzen i Miriam, ovšem rovněž v nepřítomnosti. Doposud je v exilu v Zimbabwe.
Pozoruhodnou byla mezinárodně-politická stránka občanské války, neboť Miriamův režim podporoval Sovětský svaz a jiné komunistické země, zejména Severní Korea, Kaddáfího Libye a ovšem také Izrael, kdežto rebely podporovaly na jedné straně Spojené státy, ale také komunistická Čína a skupina muslimských zemí jako Saúdská Arábie, Súdán a Egypt. Izrael podporoval v minulosti vládu Haile Selassieho, neboť chtěl zabránit, aby nepřátelské arabské země získaly plnou kontrolu nad Rudým mořem. Když komunisté Selassieho svrhli, přerušili s Izraelem diplomatické vztahy, avšak v zákulisí vyjednávali o zachování určité podpory (zejm. dodávek vojenské techniky) za to, že nový režim bude pro Izrael plnit některé strategické úkoly stejně jako Selassie. Izraelci nakonec souhlasili. Když tato tajná spolupráce vyšla najevo, Miriam Izraelce demonstrativně zapudil, aby si udržel na své straně zejména Libyi. Vztahy ale úplně přeťaty nebyly, podle všeho proto, aby Miriam poskytl tichou spolupráci během tzv. operace Mojžíš v roce 1984, při níž bylo do Izraele evakuováno 10 000 Falašů (etiopských Židů) ze Súdánu.